# Ave Maria (Cherubini)
Das Ave Maria des italienischen Komponisten Luigi Cherubini ist dessen Vertonung des Ave Maria. Sie ist 1816 entstanden und stellt im Wesentlichen ein Duett zwischen Sopranstimme und Englischhorn dar.
Die 76-taktige Solomotette in F-Dur verlangt neben Sopran und Englischhorn eine Streicherbegleitung; alternativ zum Englischhorn kann auch eine Flöte oder eine Klarinette verwendet werden. Während das Englischhorn eine recht bewegte Melodie spielt, ist die Stimmführung des Soprans relativ ruhig gehalten.